# Maria von Linden
Maria von Linden (Schloss Burgberg, cerca de Heidenheim, Württemberg, Alemania, 18 de julio de 1869 - Schaan, Liechtenstein, 25 de agosto de 1936) fue una bacterióloga y zoóloga alemana que pertenecía al viejo linaje aristocrático de los condes Von Linden. Aun así, tuvo que luchar para obtener un lugar en la universidad y obtener el título y un doctorado, por ser mujer. Ganó dos veces el premio "Da Gama Machado" de la Academia Francesa de Ciencias por sus estudios sobre el metabolismo de crisálidas y orugas. Además, investigó las causas y síntomas de la tuberculosis y otras enfermedades relativas a los pulmones. Recibió una patente por su descubrimiento de que el cobre podía proporcionar una terapia para la tuberculosis.

## Biografía

### Carrera
Nació en el castillo familiar de Burgberg, cerca de Heidenheim an der Brenz (Württemberg), lugar donde creció en estrecho contacto con la naturaleza y bajo la guía de las enseñanzas de su madre, que era aficionada a las plantas, los animales y los fósiles. 

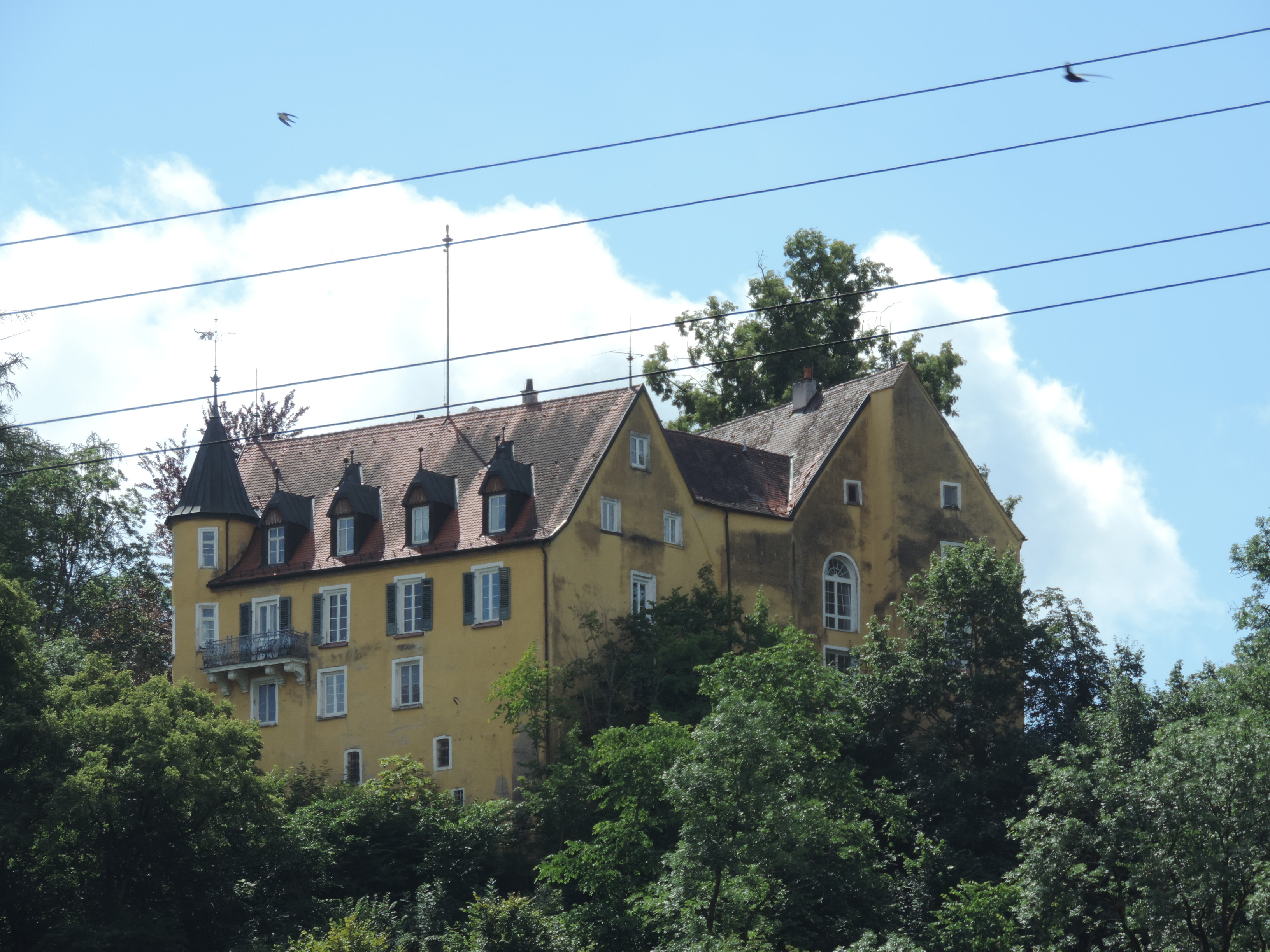
Castillo familiar de Burgberg donde nació y se crio Maria

Recibió su formación básica de un maestro local y de institutrices suizas, y posteriormente, fue trasladada a un internando femenino en Karlsruhe (Victoria Pensionat, 1883-1887) con el objetivo de recibir la educación propia y que creían adecuada para una joven de su posición social. Maria destacó en física y matemáticas, además de por su carácter rebelde, al que comparaban con el propio de un varón. Se opuso a los planes familiares que se esperaban para ella (matrimonio concertado, por ejemplo), y decidió dedicarse plenamente a las ciencias naturales y a desarrollarse en una carrera universitaria. Desde temprana edad mostró gran interés por los temas de historia natural, lo que chocaba con la voluntad declarada de su padre, el cual quería que estudiara ciencias naturales en la universidad. Sin embargo, a finales del siglo XIX, las mujeres no podían estudiar en el Gran Ducado de Baden o en el Reino de Württemberg. Pero primero, debía obtener una calificación de ingreso a la universidad, porque el "Victoria Pensionat" de Karlsruhe no le podía hacer llegar al Abitur, título otorgado por escuelas preparatorias universitarias en Alemania, Lituania y Estonia a los estudiantes que aprueban sus exámenes finales al final de su educación secundaria. Intentó ser admitida en una escuela secundaria, pero no había procesos para aceptar a una mujer. Por lo tanto, se dedicó a desarrollar sus conocimientos de manera independiente en su casa, particularmente en latín y ciencias naturales. Para ello, se basó en los requisitos de admisión del Politécnico de Zúrich, precursor del ETH Zúrich de la actualidad. Al mismo tiempo, publicaba artículos científicos en revistas especializadas. Su ensayo "La piedra caliza indonesia de Hürbe" (Die Indusienkalke der Hürbe) fue recibido con gran interés en 1890 y le permitió ponerse en contacto con el geólogo de Tubinga, Friedrich August Quenstedt. En 1988, iniciaba unas largas y arduas gestiones para ser admitida en la Universidad de Tubinga, con el apoyo de su tío abuelo, Joseph Freiherr von Linden, exministro principal de Württemberg. Finalmente, logró la admisión al examen Abitur como estudiante externa en el Realgymnasium de Stuttgart (Dillmann-Gymnasium en la actualidad), el cual aprobó en 1891. Mientras luchaba por este objetivo, en 1890, realizó su primer descubrimiento geológico: un yacimiento de creta en el río Hüber (Suabia), cuyo artículo fue leído en la Sociedad Geológica de Karlsruhe. Además, en los tres años que siguieron, publicó en la prensa local otros seis opúsculos, sobre todo centrados en la entomología (mariposas y polillas). Se convirtió, en 1892, ya en Tubinga, en la primera mujer en asistir a la universidad, aunque de manera aún no oficial. Allí recibió clases de matemáticas, física, química, zoología, botánica, anatomía e histología. Contó con el apoyo de la feminista Mathilde Weber. En 1895, se licenció "cum laude" con un trabajo sobre la evolución de las conchas de los caracoles marinos. Al año siguiente, logró el doctorado en ciencias naturales, convirtiéndose así en la primera mujer alemana en recibir ambos títulos.
Después de su graduación, trabajó en Linden, primero como representante del asistente en el Instituto Zoológico de Halle. En 1897, comenzó a ser ayudante del biólogo lamarckiano Theodor Eimer en el Instituto de Zoología de Tubinga, labor que desempeñaría hasta 1898, donde investigó la morfogénesis de los gasterópodos. Después de la muerte de Eimer, en 1899, cambió a un puesto de asistente con el profesor Hubert Ludwig en el Instituto de Anatomía Zoológica y Comparada de la Universidad de Bonn, donde Maria von Linden encontró un ambiente que le permitió realizar su investigación gratuita y del que esperaba reconocimiento científico. Su investigación inicialmente se centró en varios enfoques para combatir la tuberculosis. Al realizarlo, descubrió el efecto antiséptico del cobre y consiguió que este fuera utilizable para la industria farmacéutica. Junto con la compañía Paul Hartmann, en Heidenheim, desarrolló una patente para un material de apósito que contenía cobre y provocaba un efecto germicida. Además de sus estudios bacteriológicos y parasitológicos, continuó investigando en el campo de la zoología. En 1900, la Academia Francesa de Ciencias le otorgó el "Premio Da Gama Machado" por su trabajo "Los colores de las mariposas y sus causas".
En 1906, se mudó al Instituto Anatómico de la Facultad de Medicina de la Universidad de Bonn como asistente, año en el que solicitó el permiso para la habilitación en biología comparada. Pasaron dos años hasta que el ministro de Educación de Prusia rechazara su solicitud de calificación posdoctoral en 1908. Debido a la denegación de la habilitación, no se le permitió realizar cursos independientes, por lo que tuvo que limitarse a realizar demostraciones después de las conferencias sobre higiene y a ejercicios para reconocer, preservar y criar parásitos animales. A pesar de la negativa de su licencia, sus logros académicos fueron reconocidos por sus colegas varones. A petición del profesor Dittmar Finkler, en 1908 se le otorgó la dirección del departamento parasitológico recién fundado en el Instituto de Higiene de la Universidad de Bonn, y el 30 de abril de 1910 el ministro de Cultura le otorgó el título de "Profesora". Maria von Linden fue la primera mujer en Alemania en ejercer la cátedra, aunque el título no implicaba la concesión de una licencia de enseñanza.
Años antes, en 1908, fundó y dirigió en Bonn el Instituto Universitario de Higiene. En él, estudió las enfermedades parasitarias y desarrolló un tratamiento antiséptico basado en las sales de cobre, aplicable también a la tuberculosis. Como resultado a este trabajo a finales de la década de 1920 surgió un proceso para la producción de apósitos antisépticos y suturas estériles para heridas
Cuando se le ofreció el manejo del departamento bacteriológico de la Universidad de Rostock en 1914, se negó, a pesar de que se le ofreció la habilitación, porque tenía esperanzas en la Universidad de Bonn, pero estas no se cumplieron. Durante mucho tiempo, los salarios de Maria estuvieron muy por debajo de lo esperado, y no fue sino hasta 1920 que recibió un aumento significativo en el salario, a petición, lo que le permitió ganarse la vida de forma independiente. En 1921 finalmente fue nombrada jefa del laboratorio, pero en 1928 fue clasificada como asistente regular, lo que significaba una mala situación financiera. A pesar del reconocimiento de sus logros académicos no hubo aceptación como miembro del personal docente. Como mujer, von Linden nunca logró alcanzar un puesto apropiado para sus calificaciones académicas. Sus esfuerzos para hacer que el Departamento de Parasitología sea independiente no condujeron a ese objetivo. Aunque se separó del Instituto de Higiene y continuó como un laboratorio parasitológico independiente, nunca fue reconocido como un instituto universitario independiente. Más bien, se hizo evidente a fines de la década de 1920 que esta independencia también terminaría con el retiro de Maria von Linden.

### Llegada de Hitler al poder

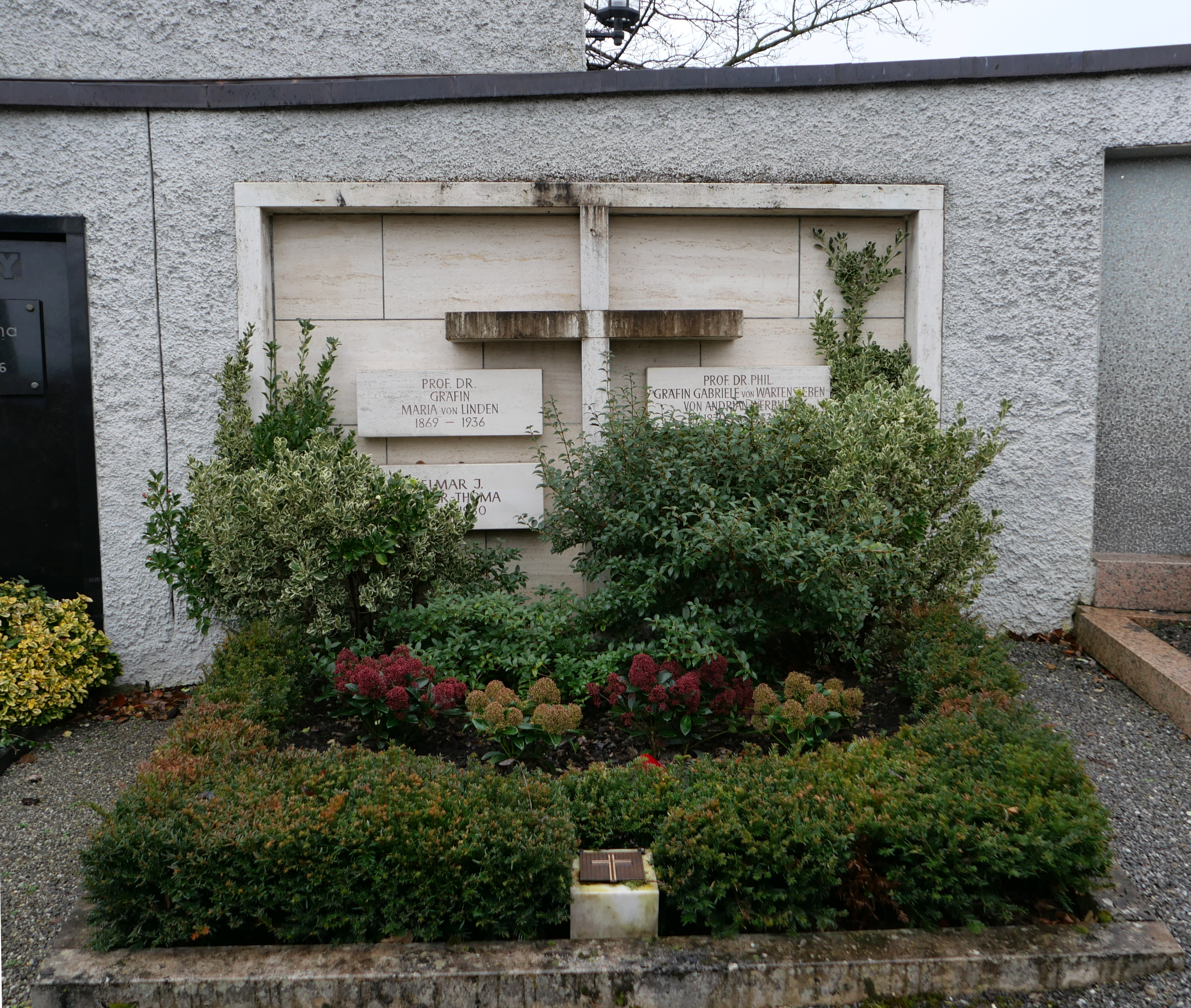
La tumba en Schaan que von Linden comparte con su amiga de toda la vida Gabriele von Wartensleben (1870-1953).

Después del nombramiento de Adolf Hitler como canciller, el 30 de enero de 1933, Maria von Linden fue blanco de los nacionalsocialistas. Una mujer como profesora no encajaba en la ideología nacionalsocialista. Además, ella también fue una oponente declarada de los nuevos gobernantes. Ya después del golpe de Hitler en 1923, ella había hablado en contra del radicalismo de Hitler. Reconoció la amenaza existencial para los judíos alemanes desde el principio e intentó encontrar una manera para que la familia del fallecido físico Heinrich Hertz (1857-1894) viajara a Noruega. Von Linden ha vivido en la casa de la familia Hertz desde el comienzo de su tiempo en Bonn y se conectó de manera amigable con esta familia.. En 1933, se retiró prematuramente de acuerdo con la Ley de Restauración del Servicio Civil. Su intento de obtener la oportunidad de un mayor trabajo científico a través de una beca de investigación fracasó. Cuando se dio cuenta de que había sido privada de cualquier oportunidad de continuar su trabajo en la Universidad de Bonn, emigró a Liechtenstein. La propiedad familiar que había heredado tuvo que ser abandonada unos años más tarde por razones financieras.
El 26 de agosto de 1936, Maria von Linden murió en Schaan (Liechtenstein) como consecuencia de una neumonía. La propiedad familiar que había heredado tuvo que ser abandonada unos años más tarde por razones financieras.
A pesar de sus estrechos contactos con la activista por los derechos de las mujeres de Tubinga, Mathilde Weber, quien, como miembro de la junta de la Asociación General de Mujeres Alemanas, trabajó intensamente para el estudio de las mujeres, von Linden no participó activamente en el movimiento de mujeres. Su principal interés era la investigación científica. Nunca se vio a sí misma como una pionera de la educación superior femenina, por el contrario, se adaptó fuertemente a su entorno masculino e imitó esto a través de su ropa. Sin embargo, se convirtió en un modelo para muchas mujeres científicas. En 1999, una escuela secundaria en Calw-Stammheim lleva el nombre de Maria von Linden. Del mismo modo, un programa de apoyo para mujeres desarrollado en la Universidad de Bonn en 2006 lleva el nombre del primer profesor de Bonn.

## Principales contribuciones
En 1908, fundó y dirigió en Bonn el Instituto Universitario de Higiene. En él, estudió las enfermedades parasitarias y desarrolló un tratamiento antiséptico basado en las sales de cobre, aplicable también a la tuberculosis.

## Premios y reconocimientos
- Ganó dos veces (1900 y 1903) el premio "Da Gama Machado" de la Academia Francesa de Ciencias por sus estudios sobre el metabolismo de crisálidas y orugas.[2]
- En 1999, una escuela secundaria en Calw-Stammheim lleva el nombre de Maria von Linden, "Maria-von-Linden-Gymnasium".[6]
- Un programa de apoyo para mujeres desarrollado en la Universidad de Bonn en 2006 lleva el nombre de la primera profesora de Bonn.[3]

## Publicaciones
En 1915, publicó su obra principal, “Parasitismo en el Reino Animal”. Además, fue autora de más de 100 artículos sobre sus temas de investigación.